# 大阪市立喜連中学校

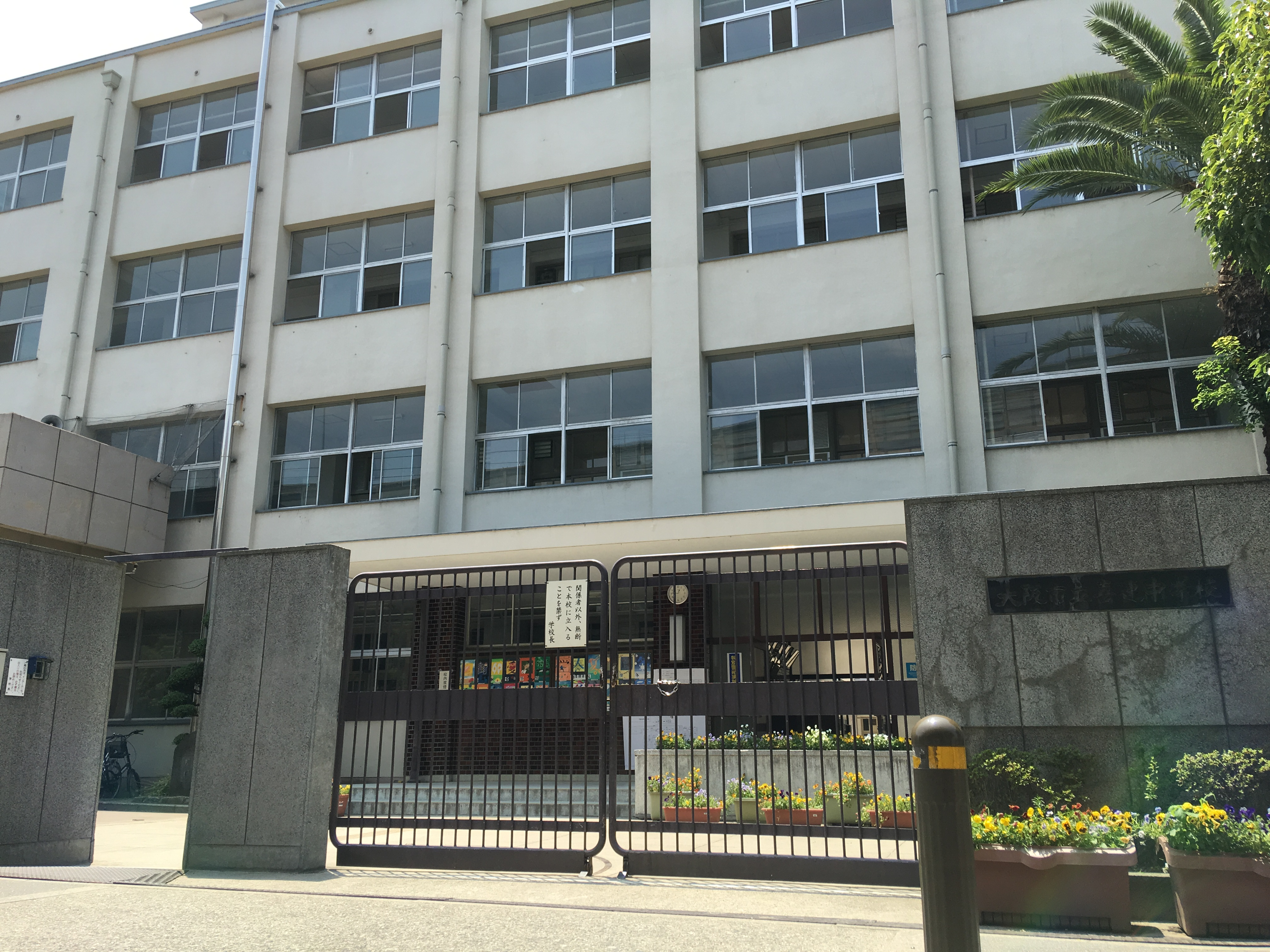

大阪市立喜連中学校（おおさかしりつ きれ ちゅうがっこう）は、大阪府大阪市平野区にある公立中学校。
1972年に大阪市立摂陽中学校から分離して開校した。

## 沿革
- 1971年4月 - 摂陽中学校分校設立委員会が発足。
- 1972年4月1日 - 大阪市立喜連中学校として開校。
- 1972年6月1日 - 校章・校訓・校歌を制定。この日を創立記念日とする。
- 1973年9月20日 - 開校記念式典を実施。
- 1974年9月 - 運動場を拡張。
- 1983年5月 - 特別支援学級を設置。

## 通学区域
- 大阪市立喜連小学校、大阪市立喜連北小学校、大阪市立喜連東小学校の通学区域。

大阪市平野区 喜連1-7丁目、喜連東1-5丁目、喜連西5-6丁目の全域、および長吉出戸1丁目の一部。

## 関係者
- 井村雅代 - アーティスティックスイミング指導者、元同校保健体育科教諭（1977年4月～1981年3月在職）。
- 三倉茉奈・佳奈 - 双子の女優・タレント。同校を卒業。2017年10月18日放送（テレビ朝日）の「あいつ今何してる?」で紹介された。
- 井上貴一（イノウエタカカズ）シンガーソングライター2008年11月4日オンエア（日本テレビ）誰も知らない泣ける歌にて出演。新たなる"旅立ち"を歌う。番組内の最高ダウンロード達成。
- 古寺直希（コテラナオキ）日本のラグビープレイヤーで 三菱重工相模原ダイナボアーズに所属するラグビーユニオン選手。

## 交通
- 地下鉄谷町線 喜連瓜破駅 北西へ約300m。

## 部活動
- 同校吹奏楽部は、2014年10月25日に行われた第62回全日本吹奏楽コンクール中学校の部に於いて、初出場、金賞を受賞した。